# Гарчани
Га̀рчани (на македонска литературна норма: Гарчани) са жителите на реканската мияшка паланка Гари (Гаре), Северна Македония. Това е списък на най-известните от тях.

## Родени в Гари
А — Б — В — Г — Д –
Е — Ж — З — И — Й –
К — Л — М — Н — О –
П — Р — С — Т — У –
Ф — Х — Ц — Ч — Ш –
Щ — Ю — Я

### А
- Андон Петров, български зограф от Дебърската школа

### Г
- Георги Донев (Андонов) (1862 – 1933), български зограф от Дебърската школа
- Георги (Гьоре) Макрев Гарски, български просветен и църковен деец от XIX век

### Д
- Димитър Донев (Андонов) (1856 – 1934), български зограф от Дебърската школа

### И
- Иван (Йоан) Гарски, български революционер, деец на ВМОРО, войвода на гарската чета[1]

### Й
- Йордан Доневски, български зограф от Дебърската школа

### Н
- Нестор Попов (1879 – 1936), български просветен деец и революционер
- Никола Василев, български революционер от ВМОРО, четник на Лазар Димов[2]

### О
- Огнян Янкулов, български майстор резбар, представител на по-късно известния резбарски род Огнянови, син на Янкул[3]

### П
- Петър, Марко и Иван Филипови, майстори дърворезбари от Дебърската школа

### Р
- Ристе Ристески (1931 - 2000), македоно-австралийски общественик

### Т
- Тодор Петков (1814 – 1899), майстор от Дебърската школа

### Ф
- Филип Тодоров Изографски (1846 – 1934), български зограф

### Я
- Яким Тодоров (1861 – ?), майстор от Дебърската школа
- Янкул, български майстор резбар, най-старият известен представител на по-късно известния резбарски род Огнянови, баща на известния майстор резбар и строител Огнян[3]

## Македоно-одрински опълченци от Гари
- Велю (Вельо) Андреев, 30-годишен, бозаджия, основно образование, 1 рота на 1 дебърска дружина[4]
- Георги Христов, 35-годишен, бозаджия, основно образование, 4 рота на 1 дебърска дружина[5]
- Дамян Блажов, 2 рота на 1 дебърска дружина[6]
- Дамян Стефанов, 33-годишен, бозаджия, основно образование, 2 рота на 1 дебърска дружина[7]
- Ефто, Кичевска чета[8]
- Иван (Дядо Иван), Кичевска чета[9]
- Исаил Блажев, 25 (26)-годишен, бозаджия, IV отделение, 2 рота на 1 дебърска дружина, носител на бронзов медал[10]
- Исаил Матеев, 32-годишен, бозаджия, IV отделение, 2 рота на 1 дебърска дружина[11]
- Исаил Несторов, 34-годишен, бозаджия, неграмотен, 4 рота на 1 дебърска дружина[12]
- Лазар Китанов, 34-годишен, бозаджия, основно образование, 1 рота на 1 дебърска дружина[13]
- Лазар Тафов, 2 рота на 1 дебърска дружина[14]
- Лазар Теофилов, 26-годишен, бозаджия, ІV отделение, 2 рота на 1 дебърска дружина[15]
- Марин Цветанов (Цветков), 38 (40)-годишен, 4 рота на 5 одринска дружина[16]
- Мартин (Марин) Андонов, 33-годишен, бозаджия, основно образование, 2 рота на 1 дебърска дружина, щаб на 1 бригада[17]
- Михаил (Михал) Ставров (Сталев), 18 (21)-годишен, сладкар, ІІ отделение, 2 рота на 1 дебърска дружина[18]
- Найден Стоянов, 24-годишен, бозаджия, ІV отделение, 2 рота на 1 дебърска дружина[19]
- Нестор Груев, 42-годишен, търговец, І клас, 2 рота на 1 дебърска дружина, ранен на 6 юли 1913 г., носител на сребърен медал[20]
- Нестор Попов, нестроева рота на 10 прилепска дружина, безследно изчезнал на 9 ноември 1912 г.[21]
- Никола Янев, 25-годишен, бозаджия, ІІІ клас, 1 дебърска дружина[22]
- Петър Милев, 28-годишен, бозаджия, основно образование, 1 рота на 1 дебърска дружина[23]
- Петър Стоянов, 28 (30)-годишен, бозаджия, І клас, 2 рота на 1 дебърска дружина, убит на 18 юни 1913 г.[24]
- Серафим Петров, 46-годишен, халваджия, основно образование, 2 рота на 10 прилепска дружина, освободен по болест на 11 декември 1912 г.[25]
- Сокол Теофилов, 28-годишен, бакалин, І клас, 2 рота на 1 дебърска дружина[15]
- Сотир Илов, 23-годишен, халваджия, бозаджия, IV отделение, 2 и 3 рота на 1 дебърска дружина[26]
- Спас (Спасе) Блажев (Блажов), 29-годишен, халваджия, основно образование, 2 рота на 1 дебърска дружина[27]
- Спиро Николов, бозаджия, 3 рота на 11 сярска дружина, носител на орден „За храброст“ IV степен[28]